# Morne Loxton
 Morne (Morney Pyp) Loxton, né le 23 juillet 1977 à Port Elizabeth en Afrique du Sud, est un joueur de rugby à XV sud-africain qui évolue au poste d'arrière ou d'ailier.

## Biographie
Morne Loxton naît à Port Elizabeth dans la province du Cap-Oriental.
Morne Loxton est meilleur buteur de Fédérale 1 en 2006-2007 avec le RC Chalon-sur-Saône.

## Carrière
- 1997 : Free State Cheetahs –21 ans ( Afrique du Sud)
- 1998 : Falcons –21 ans ( Afrique du Sud)
- Janvier-Juin 1999: Fylde RFC ( Angleterre)
- 1999-2002 : Dunstablians RFC ( Angleterre)
- 2002-2003 : Fylde RFC (Angleterre)
- 2004 : Free State Cheetahs ( Afrique du Sud)
- 2005-2007 : RC Chalon ( France)
- 2007-2009 : FC Grenoble ( France)
- depuis 2009 : AS Mâcon ( France)
- 2011-2012 : RCD Rugby Club de la Dombes (Villars les Dombes - Fédéral 3)
- Depuis 2012 : Nuit St Georges (Cote d'Or - Fédéral 3)

## Statistiques en équipe nationale
- Afrique du Sud -21 ans[1] (1997)